# Kanojo mo Kanojo
Kanojo mo kanojo (カノジョも彼女 lit. Ella también es mi novia?), también conocida como Girlfriend, Girlfriend en inglés, es una serie de manga japonés escrita e ilustrada por Hiroyuki. Comenzó su serialización en la revista número 14 de Shūkan Shōnen Magazine de Kōdansha el 4 de marzo de 2020, y hasta el momento ha sido compilada en dieciséis volúmenes tankōbon.
Una adaptación a anime fue anunciada en la revista número 51 de Shūkan Shōnen Magazine de Kōdansha, y en el Twitter del autor, la cual es animada por el estudio Tezuka Productions y se emitió del 2 de julio al 17 de septiembre de 2021 en el bloque de programación Animeism de MBS. Una segunda temporada animada por SynergySP se estrenó el 7 de octubre de 2023.

## Sinopsis
La serie sigue a Naoya Mukai, quien recientemente había comenzado una relación con su amiga de la infancia Saki Saki. Nagisa Minase, su compañera de clase, decide confesarle sus sentimientos también, y después de algunas vacilaciones iniciales acepta su solicitud de ser su novio también. Naoya decide que tendrá a Saki y Nagisa como novias en ese momento. Como Naoya actualmente vive solo debido a que sus padres viven en otro lugar por trabajo, Saki y Nagisa deciden vivir con él. La serie sigue su vida escolar diaria, ya que Naoya, Saki y Nagisa experimentan dificultades y desafíos para mantener su relación de triángulo amoroso.

## Personajes
Naoya Mukai (向井 直也 Mukai Naoya?)
 Seiyū: Junya Enoki, Luis Navarro (español latino)
El protagonista y amigo de la infancia de Saki. Es un tipo demasiado sincero, sensato y persistente, además de muy generoso y altruista. Por 10 años se declaraba diariamente a Saki, hasta que al final de la secundaria ella aceptó, pero también acepta tomar a Nagisa como novia, debido a que lo impactó lo dulce, tenaz y bella que era. Su determinación de hacer felices a Saki y Nagisa chocará con todos los problemas que conlleva un triángulo amoroso, incluyendo la insistencia de Mirika y la introducción de Shino como tercer novia, sin embargo está decidido a lograr todos sus cometidos, incluso a costa de su propia integridad.
Saki Saki (佐木 咲 Saki Saki?)
 Seiyū: Ayana Taketatsu (PV), Ayane Sakura (anime) Polly Huerta (español latino)
Amiga de la infancia de Naoya y su novia inicial. Ella comparte nombre y apellido ya que sus padres pensaron que ese nombre sería lindo. Tiene un complejo sobre su pequeño pecho, especialmente en comparación con Nagisa. Es algo despistada e ingenua, pero con una inmensa paciencia que de a poco se convierte en amor puro por Naoya, aunque ciertos de los actos de él ameritan castigos físicos por parte de ella. Al ser la primera novia y sumado a su carácter intenso, sus decisiones tienen cierto peso en el grupo, al punto de ser ella misma la que propuso aceptar a Shino y Mirika como novias.
Nagisa Minase (水瀬 渚 Minase Nagisa?)
 Seiyū: Ayane Sakura (PV), Azumi Waki (anime) Itzel Jaramillo (español latino)
Una compañera de clase de Naoya, que se convierte en su segunda novia tras confesársele. Se enamoró de Naoya al ver lo persistente que era a la hora de intentar conquistar a Saki, lo que la inspiró a querer superarse sin rendirse e intentar nuevos retos. Es la más dulce y gentil, llegando a resignar momentos propios para competir en igualdad de condiciones con Saki y ver el lado positivo a todas las decisiones del grupo. A pesar de los grandes talentos hogareños que tiene, Nagisa es una pésima estudiante, mejorando por las ocasionales intervenciones de Shino.
Rika Hoshizaki/Mirika (星崎 理香/ミリカ Hoshizaki Rika/Mirika?)
 Seiyū: Ayana Taketatsu (anime), Lili Vela (español latino)
Una compañera de escuela de Naoya. Secretamente es una popular vloguera que se conoce con el alias en línea Mirika (ミリカ?). Es la más agresiva en términos románticos, debido a que quedó completamente enamorada de Naoya cuando éste la defendió de su padre aunque Naoya se rehúse al creer totalmente antiético el tener una tercera novia, por lo cual resiste los arrebatos y acosos de Mirika. Es la primera en besar a Naoya, y su insistencia en acapararlo sólo para ella la hace capaz de medidas extremas, al punto de vivir a la fuerza en casa de Naoya hasta que éste aceptó el reto de Mirika de lograr enamorarlo e incluso, lograr 1 millón de suscriptores solo para impresionarlo, conmoviendo no solo a Naoya, sino a todas, las cuales la aceptaron como la cuarta novia.
Shino Kiryū (桐生 紫乃 Kiryū Shino?)
 Seiyū: Rie Takahashi (anime), Gaby Gris (español latino)
Compañera de clase y amiga de Saki, pertenece al mismo club de baloncesto, Shino es una persona seria, sobresaliendo en lo académico con notas perfectas siendo el primer puesto en los exámenes. Ella y Saki se hicieron amigas debido a que Saki le insistió tanto (de una forma similar a la insistencia de Naoya con Saki), más que nada por el hecho de que Shino tiene menos busto y eso mitigaba el complejo de Saki. Pero al ver la seriedad y el empeño con el que Naoya se le declaraba a Saki, sumado a los cumplidos que el mismo Naoya le daba, se enamoró de él, pero lo reprimió para no perder la amistad de Saki. Un chiste recurrente son sus momentos indecorosos pero involuntarios con Naoya. Cuando pudo declarar sus sentimientos, Naoya aceptó que también conviva con él para conocerla mejor, convirtiéndose en la tercera novia aprobada por todos.
Risa Hoshizaki (星崎 理沙 Hoshizaki Risa?)
 Seiyū: Aoi Koga (anime) , Nycolle González (español latino)
La hermana menor de Rika, con un sentido común más normal que el de su hermana, pero dispuesta a ayudarla en todo lo que ella necesite, hasta que se enteró de su obsesión por Naoya. Al igual que su hermana, también es una vloguera.

## Media

### Manga
Kanojo mo Kanojo es escrito e ilustrado por Hiroyuki. Comenzó su serialización en la revista Shūkan Shōnen Magazine de Kōdansha el 4 de marzo de 2020. Un comercial para promover la serie, protagonizado por Ayana Taketatsu y Ayane Sakura, fue lanzado el 23 de octubre de 2020. Kōdansha recopila los capítulos individuales de la serie en volúmenes tankōbon. El primer volumen se publicó el 17 de junio de 2020, y hasta el momento han sido lanzados dieciséis volúmenes.
| Volúmenes de manga publicados | Volúmenes de manga publicados | Volúmenes de manga publicados |
| Número                        | Fecha de publicación          | ISBN                          |
| ----------------------------- | ----------------------------- | ----------------------------- |
| 1                             | 17 de junio de 2020           | ISBN 978-4-06-519743-1        |
| 2                             | 17 de septiembre de 2020      | ISBN 978-4-06-520747-5        |
| 3                             | 17 de noviembre de 2020       | ISBN 978-4-06-521409-1        |
| 4                             | 15 de enero de 2021           | ISBN 978-4-06-521960-7        |
| 5                             | 16 de abril de 2021           | ISBN 978-4-06-522885-2        |
| 6                             | 16 de julio de 2021           | ISBN 978-4-06-523588-1        |
| 7                             | 17 de agosto de 2021          | ISBN 978-4-06-524478-4        |
| 8                             | 15 de octubre de 2021         | ISBN 978-4-06-525143-0        |
| 9                             | 17 de enero de 2022           | ISBN 978-4-06-526606-9        |
| 10                            | 15 de abril de 2022           | ISBN 978-4-06-527541-2        |
| 11                            | 17 de junio de 2022           | ISBN 978-4-06-528183-3        |
| 12                            | 16 de septiembre de 2022      | ISBN 978-4-06-529133-7        |
| 13                            | 17 de noviembre de 2022       | ISBN 978-4-06-529710-0        |
| 14                            | 17 de febrero de 2023         | ISBN 978-4-06-530629-1        |
| 15                            | 17 de abril de 2023           | ISBN 978-4-06-531265-0        |
| 16                            | 14 de julio de 2023           | ISBN 978-4-06-532187-4        |

### Anime
Una adaptación a anime fue anunciada en la revista número 51 de Shūkan Shōnen Magazine de 2020, Tezuka Productions estará animando la serie, con Satoshi Kuwabara como director, Keiichirō Ōchi como guionista y Akiko Toyoda diseñando los personajes. Miki Sakurai y Tatsuhiko Saiki están componiendo la música de la serie. Se emitió del 2 de julio al 17 de septiembre de 2021 en el bloque de programación Animeism en MBS, TBS y BS-TBS. Necry Talkie interpreta el tema de apertura de la serie «Fuzaketenai ze» (ふざけてないぜ?), mientras que Momo Asakura interpreta el tema de cierre de la serie «Pinky Hook» (ピンキーフック Pinkī Fukku?). Crunchyroll obtuvo al licencia de la serie fuera de Asia. Muse Communication obtuvo la licencia de la serie en el sur y sureste de Asia y la transmitió en su canal de YouTube, iQIYI y Bilibili.
El 15 de septiembre de 2022, se anunció que el anime recibiría una segunda temporada. Está producida por SynergySP, con Takatoshi Suzuki como director, Keiichirō Ōchi regresa como guionista, mientras que Shouko Hagiwara es el diseñador de personajes. La segunda temporada se estrenó el 7 de octubre de 2023, hasta el 23 de diciembre de 2023, y consta de 12 episodios.